# Rosemarie Benedikt
Rosemarie Benedikt (* 1939 in Baden bei Wien) ist eine österreichische Keramik- und Glaskünstlerin.

## Leben
Benedikt begann ihre Ausbildung an der Wiener Modeschule Hetzendorf im Fach Textilentwurf. Nach einer fünfjährigen Ausbildung von 1954 bis 1959 wurde sie aus mehreren Bewerbern ausgewählt, für die Porzellanmanufaktur Rörstrand in Lidköping zu arbeiten. Dort machte sie sich mit dem Werkstoff Porzellan vertraut, das für ihren weiteren künstlerischen Weg bestimmend wurde. Bis 1964 arbeitete sie als Designerin für die Manufaktur in Schweden. Nach ihrer Rückkehr nach Wien wurde sie als Lehrbeauftragte an die Universität für angewandte Kunst berufen, von 1975 bis 2000 unterrichtete sie dort als Assistenzprofessorin. Seit Mitte der 1970er Jahre betreibt sie ein eigenes Atelier in Wien. In den Jahren 1987 und 1988 belegte sie Studienlehrgänge in der Pilchuck Glass School in Seattle. Ab 1993 war sie als Designerin für Villeroy & Boch tätig. Beginnend mit 2006 entstanden neben ihren originellen Porzellanfiguren auch teils monumentale Plastiken aus Glas. 2005 wurde sie für ihre Arbeit mit Zuerkennung des Kulturpreises Österreichs geehrt und 2017 mit Verleihung des Goldenen Ehrenzeichens für Verdienste um die Republik Österreich ausgezeichnet.
Zahlreiche Werke befinden sich in Museen und Privatsammlungen im In- und Ausland.

## Reisen
Ab 1993 absolvierte Rosemarie Benedikt zahlreiche Studienreisen. 1993 lebte sie zeitweilig als Artist in Residence in Fujino, Japan und reiste nach Taiwan. 1997 und 2000 war sie in Mexiko und 2004 anlässlich des Jubiläums 1000 Jahre Porzellan in China. Seit 2006 verbringt sie immer wieder Zeit auf Murano und arbeitet dort in der renommierten Glasmanufaktur Berengo Fine Arts an ihren Glaswelten.

## Einzelausstellungen
- 1966/68 Kleine Galerie, Baden bei Wien
- 1971 Galerie für zeitgenössische Kunst, Linz; Galerie auf der Stubenbastei, Wien
- 1974/75/78 Galerie am Graben, Wien
- 1979 Firma Henn, Wien
- 1980/1981 Galerie am Graben, Wien
- 1983/86/89 Keramikstudio, Wien
- 1984 Österreichisches Museum für angewandte Kunst, Wien
- 1985 Galerie Figl, Linz
- 1988 Galerie Göttlicher, Krems
- 1991 Galerie Seibu, Tokyo (zus. mit Margit Denz)
- 1993 Galerie Slavik, Wien
- 1994 Galerie Ceramic Arts, Wien
- 1995 Galerie Menotti, Baden (zus. mit Ursi Fürtler)
- 1996 Mit Villeroy & Boch in New York, Washington und Boston
- 2001 Galerie Unart, Villach
- 2002 Galerie Classics, Kobe/Japan
- 2002 Galerie Kovacek & Zetter, Wien
- 2003 Galerie Art Point, Wien; Galerie Unart, Villach
- 2004 Galerie Kovacek & Zetter, Wien
- 2005 Galerie Kovacek & Zetter, Wien: „Miniaturen und Figuren aus Porzellan“
- 2006 Galerie Almassy, Baden
- 2007 Galerie Kovacek & Zetter, Wien: „Glass Families“
- 2008 Galerie Titanium, Athen
- 2009 Galerie Kovacek & Zetter, Wien: „Celebrating Generations“
- 2010 Praskac Pflanzenland, Tulln
- 2012 Kulturhaus Bürgerspital, Kilb
- 2013 Galerie Kovacek & Zetter. Wien: „Amazing World“

## Ausstellungsbeteiligungen
- 1982 Frauenbad, Baden; Keramikgalerie Dr. Schneider, Freiburg/Deutschland; Galerie Burgdorf, Schweiz; Museum für angewandte Kunst, Wien
- 1988 Haus des Gewerbes, Stuttgart und Rathaus Linz
- 1989 Galerie Böwig, Hannover; Wanderausstellung durch Europa
- 1992 Galerie Tiller, Wien
- 1993–1995 Wanderausstellung der Hochschule für angewandte Kunst und NöArt, Bozen, Bludenz, Gmunden, Wien und Niederösterreich
- 1994 Galerie Slavik, Wien; Galerie Ceramic Arts, Wien
- 1998 Sonderausstellung Hofburg, Wien; Galerie im Traklhaus, Salzburg; Universität für angewandte Kunst Wien/Heiligenkreuzer Hof
- 2000 Deutsches Porzellanmuseum, Selb/Deutschland; Galerie Unart, Villach
- 2002 Galerie Maringer, St. Pölten; Galerie für angewandte Kunst; Bayerischer Kunstgewerbe-Verein, München
- 2003 Galerie Conanimo, Henndorf
- 2005 Kulturhaus „Alter Pfarrhof“, St. Andrä-Wördern
- 2006 Museum für angewandte Kunst, Wien; Auszeichnung: Kulturpreis der Stadt Baden
- 2008 Frankfurter Messe
- 2008 Galerie Titanum, Athen
- 2009 Maria-Biljan-Bilger Ausstellungshalle, Sommerein
- 2011 Kulturhaus Bürgerspital, Kilb
- 2012 Varazdim, Kroatien

## Monographien
- Erika Patka (Universität für angewandte Kunst Wien, Hrsg.): Rosemarie Benedikt. Keramik erzählt. Mit einem Vorwort von Waltraud Neuwirth; Wien 1999
- Galerie Kovacek & Zetter (Hrsg.): Rosmarie Benedikt, Aus Ton gedichtet. Mit einem Vorwort von Erika Patka; Wien 2004
- Galerie Kovacek & Zetter (Hrsg.): Rosemarie Benedikt. Porzellanminien und kleine Figuren; Wien 2005
- Galerie Kovacek & Zetter (Hrsg.): Rosemarie Benedikt. Glass Families, Murano 2006/2007; Wien 2007
- Villeroy & Boch (Hrsg.): Benedikt and Friends; Mettlach 2007
- Villeroy & Boch (Hrsg.): R. Benedikt. Keramik; Mettlach 2007
- Galerie Kovacek & Zetter (Hrsg.): Rosemarie Benedikt. Celebrating Generations. Jubiläumsausstellung. Murano 2009; Wien 2009
- Universität für angewandte Kunst (Hrsg.): Rosemarie Benedikt. Musterbuch; Wien 2010
- Kulturwerkstätte Kilb (Hrsg.): Rosemarie Benedikt. Tierwelten in Glas, Porzellan und Bild; Kilb 2012
- Galerie Kovacek & Zetter (Hrsg.): Rosemarie Benedikt. Amazing World, Wien 2012/13